# 盧貝海岸

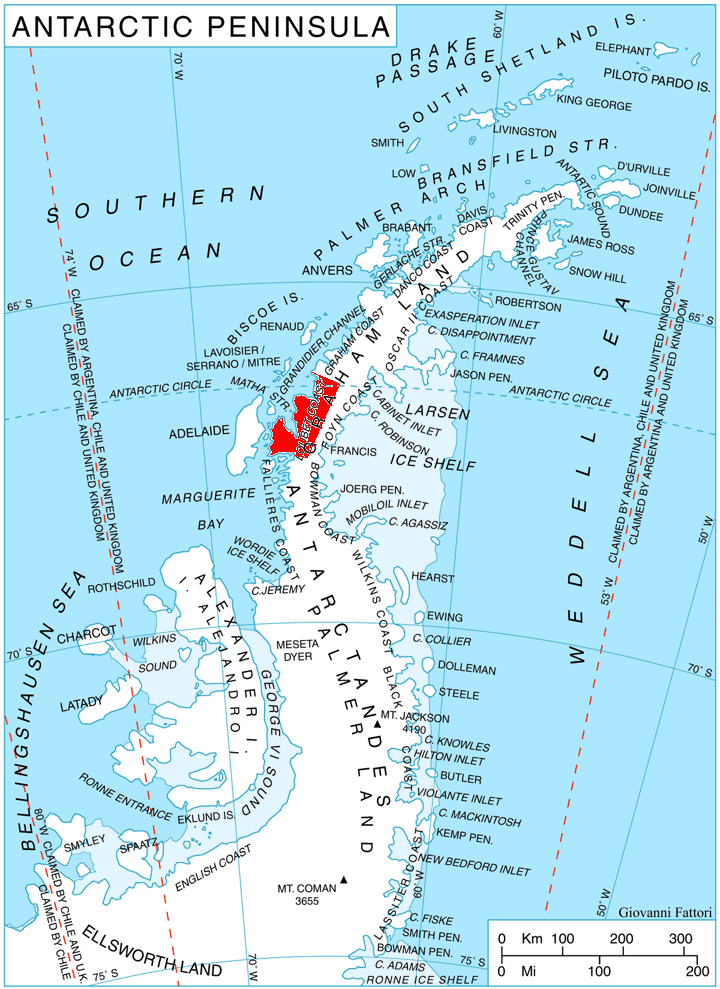

盧貝海岸（法語：Terre Loubet）是南極洲的海岸，位於南極半島，屬於葛拉漢地的一部分，全長158公里，東北面是貝盧角，西南面是布喬亞灣，南面是法利埃海岸，北面是葛拉漢海岸，以法國總統埃米勒·盧貝命名。
67°00′S 66°00′W / 67.000°S 66.000°W

## 外部連結
- Composite Antarctic Gazetteer（页面存档备份，存于）.